# 霍盧施基灣
63°59′S 58°16′W / 63.983°S 58.267°W
霍盧施基灣（英語：Holluschickie Bay）是南極洲的海灣，位於詹姆斯羅斯島西岸，處於馬特卡角和科蒂克角之間，該海灣取名自魯德亞德·吉卜林的《叢林奇譚》，由英國探險隊探測。